# Diego Pituca
Diego Cristiano Evaristo, mais conhecido como Diego Pituca (Mogi Guaçu, 15 de agosto de 1992), é um futebolista brasileiro que atua como meio-campista. Atualmente atua pelo V-Varen Nagasaki.
Herdou o apelido de Pituca do pai, inicialmente era Pituquinha, mas depois se tornou Pituca.

## Carreira

### Início de carreira
Diego nasceu em Mogi Guaçu, São Paulo, e representou principalmente Guaçuano e Itapirense quando jovem.
Em 2010, ele se juntou ao Mineiros, mas não conseguiu aparecer em nenhum jogo.

### Brasilis
Em 2011, Diego retornou ao seu estado natal, após acertar com um contrato com o Brasilis. Ele fez sua estreia pelo clube em 7 de maio de 2011, em uma derrota por 1 a 0 válida pelo Campeonato Paulista da Segunda Divisão contra seu primeiro clube, o Guaçuano.
Ao final de sua passagem pelo clube, chegou a desistir do futebol e virou estoquista de sapatos por três meses.

### Guaçuano
No dia 11 de janeiro de 2012, depois de ter sido titular para o Brasilis, Diego voltou para o Guaçuano. Pelo clube, disputou a Série A3 do Campeonato Paulista e a Copa Paulista. Ele marcou apenas seu primeiro gol na sua carreira em 3 de março de 2013, em um empate em casa por 2 a 2 contra o Sertãozinho.

### Matonense
Depois de duas temporadas como titular, Diego entrou na Matonense em abril de 2013 e ao final daquele ano ele se sagrou campeão do Campeonato Paulista Segunda Divisão com a equipe de Matão, onde obteve grande destaque e continuidade no Paulista A3. 

### União São João
Em 28 de maio de 2014, foi emprestado ao União São João até ao final do ano para disputar o Campeonato Paulista da Segunda Divisão daquela temporada.

### Botafogo-SP
Ao retornar ao Matonense, Diego impressionou o suficiente para garantir um contrato de empréstimo com o Botafogo de Ribeirão Preto em 19 de maio de 2015, apesar de ter sido rebaixado com seu clube anterior.
Ele imediatamente tornou-se titular no clube, ajudando em sua campanha vencedora do Série D de 2015; em 17 de novembro de 2016, ele renovou seu contrato até o final de 2018.
No total, pelo clube foram 50 jogos e três gols marcados.

### Santos
Em 29 de maio de 2017, Diego foi contratado pelo Santos, sendo inicialmente designado para a equipe B.
No dia 24 de janeiro de 2018, ele foi promovido ao primeiro time pelo novo treinador, Jair Ventura. Diego fez sua estreia pelo Santos em 14 de abril de 2018, substituindo Jean Mota em uma vitória por 2 a 0 contra o Ceará. Ele fez sua estréia como titular na Libertadores de 2018 em 24 de maio, em um empate por 0 a 0 contra o Real Garcilaso.
No dia 27 de setembro de 2018, fez seu primeiro gol pelo Peixe, no empate por 1 a 1 diante do Vasco da Gama, no Estádio do Pacaembu em um jogo atrasado da 3ª rodada.
Em maio de 2019, renovou o contrato até abril de 2023.
Pelo clube, disputou 155 jogos e marcou oito gols.

### Kashima Antlers
No dia 21 de janeiro de 2021, foi confirmada a venda de Diego Pituca para o Kashima Antlers, os valores da negociação foi de 1,6 milhões de dólares (8,1 milhões de reais), por 50% dos direitos econômicos do Santos, o jogador se apresentará após o término da temporada 2020–21.
Estreou pela equipe em 28 de abril de 2021, quando foi a campo aos 19 minutos do segundo tempo, no empate em 2 a 2 com o Sagan Tosu, pela Copa da Liga Japonesa. Seu primeiro gol pelo clube aconteceu em 28 de junho, na goleada diante do Consadole Sapporo, por 4 a 0.
Em 2023, o jogador foi titular absoluto, assumiu a responsabilidade nas bolas paradas e atuou em mais de uma posição no meio de campo.
Ao todo, Pituca disputou 109 partidas com a camisa do Kashima Antlers, marcou oito gols e distribuiu dez assistências.

### Retorno ao Santos
Em 20 de julho de 2023, após não renovar com o Kashima Antlers, o Santos anunciou a assinatura do pré-contrato de Diego Pituca a partir de 1 de janeiro de 2024, garantindo um contrato de quatro temporadas no clube.
No Paulistão de 2024, foi vice-campeão e eleito para a Seleção da competição. Na Série B, foi campeão e, como capitão, levantou a taça.
Em 2025, caiu de produção, a na temporada fez 23 jogos, 13 deles como titular, com um gol e uma assistência.
Em 6 de agosto de 2025, chega a um acordo com o Santos para uma rescisão amigável de contrato. Ao todo, em suas duas passagens pelo Peixe, Diego Pituca vestiu a camisa alvinegra em 225 jogos, com 14 gols e 12 assistências.

## Estatísticas
Atualizado até 31 de dezembro de 2023.

### Clubes
| Equipe            | Temporada         | Campeonato nacional | Campeonato nacional | Campeonato nacional | Copa nacional[a] | Copa nacional[a] | Copa nacional[a] | Competições continentais[b] | Competições continentais[b] | Competições continentais[b] | Outros torneios[c] | Outros torneios[c] | Outros torneios[c] | Total | Total | Total   |
| Equipe            | Temporada         | Jogos               | Gols                | Assist.             | Jogos            | Gols             | Assist.          | Jogos                       | Gols                        | Assist.                     | Jogos              | Gols               | Assist.            | Jogos | Gols  | Assist. |
| ----------------- | ----------------- | ------------------- | ------------------- | ------------------- | ---------------- | ---------------- | ---------------- | --------------------------- | --------------------------- | --------------------------- | ------------------ | ------------------ | ------------------ | ----- | ----- | ------- |
| Mineiros          | 2011              | —                   | —                   | —                   | —                | —                | —                | —                           | —                           | —                           | 0                  | 0                  | 0                  | 0     | 0     | 0       |
| Mineiros          | Total             | 0                   | 0                   | 0                   | 0                | 0                | 0                | 0                           | 0                           | 0                           | 0                  | 0                  | 0                  | 0     | 0     | 0       |
| Brasilis          | 2011              | —                   | —                   | —                   | —                | —                | —                | —                           | —                           | —                           | 15                 | 0                  | 0                  | 15    | 0     | 0       |
| Brasilis          | Total             | 0                   | 0                   | 0                   | 0                | 0                | 0                | 0                           | 0                           | 0                           | 15                 | 0                  | 0                  | 15    | 0     | 0       |
| Guaçuano          | 2012              | —                   | —                   | —                   | —                | —                | —                | —                           | —                           | —                           | 33                 | 0                  | 0                  | 33    | 0     | 0       |
| Guaçuano          | 2013              | —                   | —                   | —                   | —                | —                | —                | —                           | —                           | —                           | 17                 | 6                  | 0                  | 17    | 6     | 0       |
| Guaçuano          | Total             | 0                   | 0                   | 0                   | 0                | 0                | 0                | 0                           | 0                           | 0                           | 50                 | 6                  | 0                  | 50    | 6     | 0       |
| Matonense         | 2013              | —                   | —                   | —                   | —                | —                | —                | —                           | —                           | —                           | 26                 | 3                  | 0                  | 26    | 3     | 0       |
| Matonense         | 2014              | —                   | —                   | —                   | —                | —                | —                | —                           | —                           | —                           | 22                 | 3                  | 0                  | 22    | 3     | 0       |
| Matonense         | 2015              | —                   | —                   | —                   | —                | —                | —                | —                           | —                           | —                           | 17                 | 0                  | 0                  | 17    | 0     | 0       |
| Matonense         | Total             | 0                   | 0                   | 0                   | 0                | 0                | 0                | 0                           | 0                           | 0                           | 65                 | 6                  | 0                  | 65    | 6     | 0       |
| União São João    | 2014              | —                   | —                   | —                   | —                | —                | —                | —                           | —                           | —                           | 13                 | 3                  | 0                  | 13    | 3     | 0       |
| União São João    | Total             | 0                   | 0                   | 0                   | 0                | 0                | 0                | 0                           | 0                           | 0                           | 13                 | 3                  | 0                  | 13    | 3     | 0       |
| Botafogo-SP       | 2015              | 12                  | 0                   | 0                   | —                | —                | —                | —                           | —                           | —                           | —                  | —                  | —                  | 12    | 0     | 0       |
| Botafogo-SP       | 2016              | 19                  | 0                   | 0                   | —                | —                | —                | —                           | —                           | —                           | 14                 | 3                  | 0                  | 33    | 3     | 0       |
| Botafogo-SP       | 2017              | 2                   | 0                   | 0                   | —                | —                | —                | —                           | —                           | —                           | 13                 | 0                  | 1                  | 15    | 0     | 1       |
| Botafogo-SP       | Total             | 33                  | 0                   | 0                   | 0                | 0                | 0                | 0                           | 0                           | 0                           | 27                 | 3                  | 1                  | 60    | 3     | 1       |
| Santos            | 2018              | 34                  | 1                   | 3                   | 3                | 0                | 0                | 2                           | 0                           | 0                           | —                  | —                  | —                  | 39    | 1     | 3       |
| Santos            | 2019              | 35                  | 2                   | 1                   | 7                | 1                | 1                | 2                           | 0                           | 0                           | 14                 | 1                  | 0                  | 58    | 4     | 2       |
| Santos            | 2020              | 27                  | 1                   | 3                   | 2                | 0                | 0                | 12                          | 1                           | 0                           | 13                 | 1                  | 0                  | 54    | 3     | 3       |
| Santos            | 2024              | 36                  | 4                   | 4                   | —                | —                | —                | —                           | —                           | —                           | 15                 | 1                  | 0                  | 51    | 5     | 4       |
| Santos            | 2025              | 10                  | 1                   | 0                   | 1                | 0                | 0                | —                           | —                           | —                           | 12                 | 0                  | 1                  | 23    | 1     | 1       |
| Santos            | Total             | 142                 | 9                   | 11                  | 13               | 1                | 1                | 16                          | 1                           | 0                           | 54                 | 3                  | 1                  | 225   | 14    | 13      |
| Kashima Antlers   | 2021              | 26                  | 2                   | 3                   | 4                | 0                | 3                | —                           | —                           | —                           | 7                  | 0                  | 1                  | 37    | 2     | 7       |
| Kashima Antlers   | 2022              | 28                  | 1                   | 2                   | 4                | 1                | 0                | —                           | —                           | —                           | 3                  | 1                  | 0                  | 35    | 3     | 2       |
| Kashima Antlers   | 2023              | 31                  | 3                   | 1                   | 1                | 0                | 0                | —                           | —                           | —                           | 5                  | 0                  | 0                  | 37    | 3     | 1       |
| Kashima Antlers   | Total             | 85                  | 6                   | 6                   | 9                | 1                | 3                | 0                           | 0                           | 0                           | 15                 | 1                  | 1                  | 109   | 8     | 10      |
| Total na carreira | Total na carreira | 260                 | 15                  | 17                  | 22               | 2                | 4                | 16                          | 1                           | 0                           | 239                | 22                 | 3                  | 537   | 40    | 24      |

- a. ^ Jogos da Copa do Brasil e Copa do Imperador
- b. ^ Jogos da Copa Libertadores da América e Copa Sul-Americana
- c. ^ Jogos do Campeonato Goiano - Segunda Divisão, Campeonato Paulista - Segunda Divisão, Campeonato Paulista - Série A3, Copa Paulista, Campeonato Paulista - Série A2, Campeonato Paulista e Copa da Liga Japonesa

## Títulos
Matonense
- Campeonato Paulista - Segunda Divisão: 2013

Botafogo-SP
- Campeonato Brasileiro - Série D: 2015

Santos
- Campeonato Brasileiro - Série B: 2024

### Prêmios individuais
- Seleção do Campeonato Paulista: 2019 e 2024
- Craque da Galera do Campeonato Paulista: 2024